# 27 december
27 december is de 361ste dag van het jaar (362ste dag in een schrikkeljaar) in de gregoriaanse kalender. Hierna volgen nog 4 dagen tot het einde van het jaar.

## Gebeurtenissen
- Algemeen
  - 1851 - In Nederland zijn de eerste postzegels te koop, geldig vanaf 1 januari 1852.[1]
  - 1985 - De Amerikaanse etholoog Dian Fossey wordt met ingeslagen schedel dood aangetroffen in Ruhengeri, een stad in het noorden van Rwanda.
  - 1985 - Gelijktijdig vinden bomaanslagen plaats op de luchthavens van Rome en Wenen bij de balies van de Israëlische luchtvaartmaatschappij El Al. Er zijn 18 doden en ruim 100 gewonden.
  - 1994 - Zeker 115 journalisten komen in 1994 op gewelddadige wijze om het leven tijdens de uitoefening van hun beroep, maakt de Internationale Federatie van Journalisten bekend.
  - 2013 - Bij een bomaanslag in de Libanese hoofdstad Beiroet raken zeker 71 mensen gewond en worden zes mensen gedood, waaronder oud-minister en voormalig ambassadeur Mohammed Shattah.[1]

- Media
  - 2023 - De Amerikaanse krant The New York Times klaagt OpenAI en Microsoft aan voor schending van auteursrechten omdat beide technologiebedrijven miljoenen artikelen zouden hebben gebruikt voor het trainen van hun chatbots en met hun chatbots nu concurreren met de krant als bron voor betrouwbare informatie.[2][3]

- Oorlog
  - 1655 - De monniken van Jasna Góra weten hun klooster succesvol te verdedigen tegen het Zweedse leger dat hen belegerde.
  - 2006 - De Afrikaanse Unie en de Arabische Liga manen Ethiopië om zijn troepen terug te trekken uit buurland Somalië.

- Politiek
  - 1657 - De Remonstrantie van Vlissingen wordt getekend door tientallen inwoners van het plaatsje Vlissingen in de kolonie Nieuw-Nederland.
  - 1945 - Het eiland Schiermonnikoog wordt als "vijandelijk vermogen" officieel onteigend door de Nederlandse staat.
  - 1949 - Souvereiniteitsoverdracht van Indonesië.[1]
  - 1990 - Gennadi Janajev (53), de kandidaat van president Michail Gorbatsjov, wordt na twee stemronden in het Congres van Volksafgevaardigden verkozen tot eerste vicepresident van de Sovjet-Unie.
  - 2008 - Aanvang van het conflict in de Gazastrook.
  - 2016 - President Klaus Johannis van Roemenië wijst de kandidatuur af van de 52-jarige econome Sevil Shhaideh, die bijna de eerste moslima-premier van Europa was geweest.

- Sport
  - 2023 - In Apeldoorn wint Harrie Lavreysen goud op de kilometer bij de Nederlandse kampioenschappen baanwielrennen. Zilver is voor Daan Kool en Tijmen van Loon is goed voor brons.[4]

- Wetenschap en technologie
  - 1831 - Charles Darwin vertrekt voor zijn historische reis met het schip de Beagle.[1]
  - 1984 - De AMPTE-IRM satelliet laat een wolk bariumatomen vrij en creëert daarmee een "kunstmatige komeet" die vanaf de aarde zichtbaar is.[1][5]
  - 1984 - Ontdekking van meteoriet Allan Hills 84001, afkomstig van de planeet Mars, in het Allan Hills gebergte op Antarctica.[6]

## Geboren

Johannes Kepler,
geboren in 1571

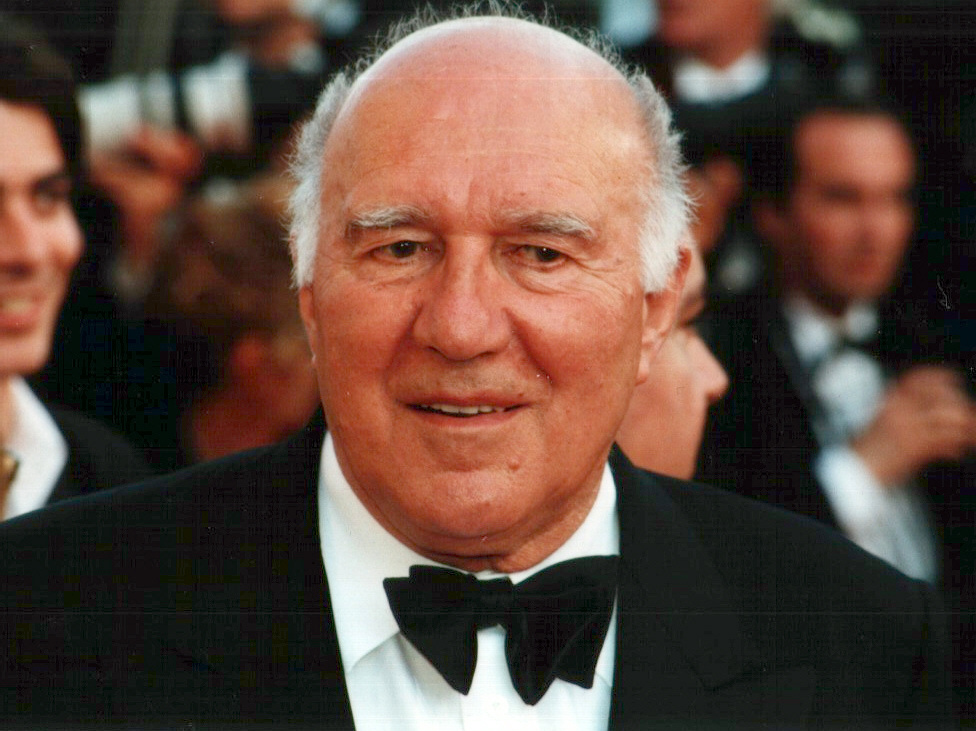
Michel Piccoli,
geboren in 1925

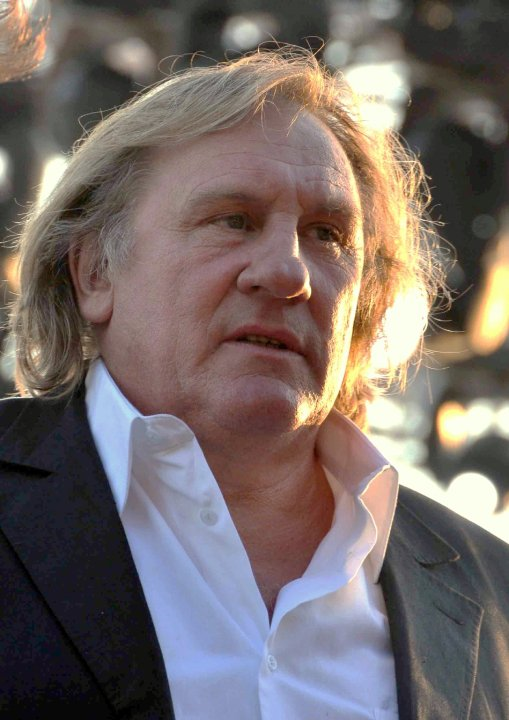
Gérard Depardieu,
geboren in 1948

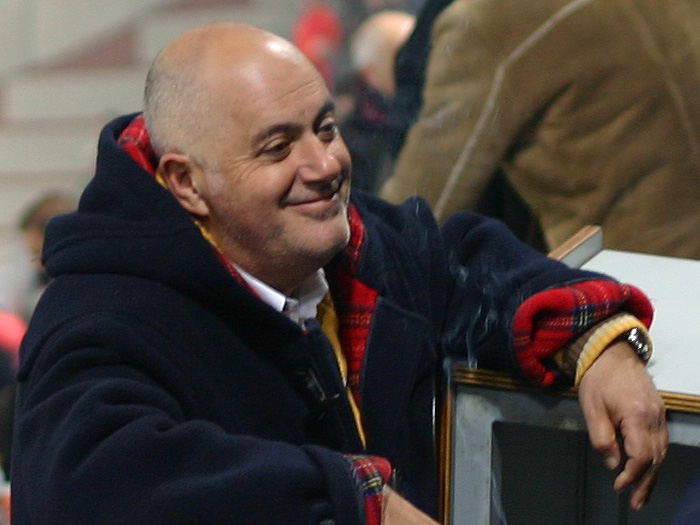
Jack van Gelder,
geboren in 1950

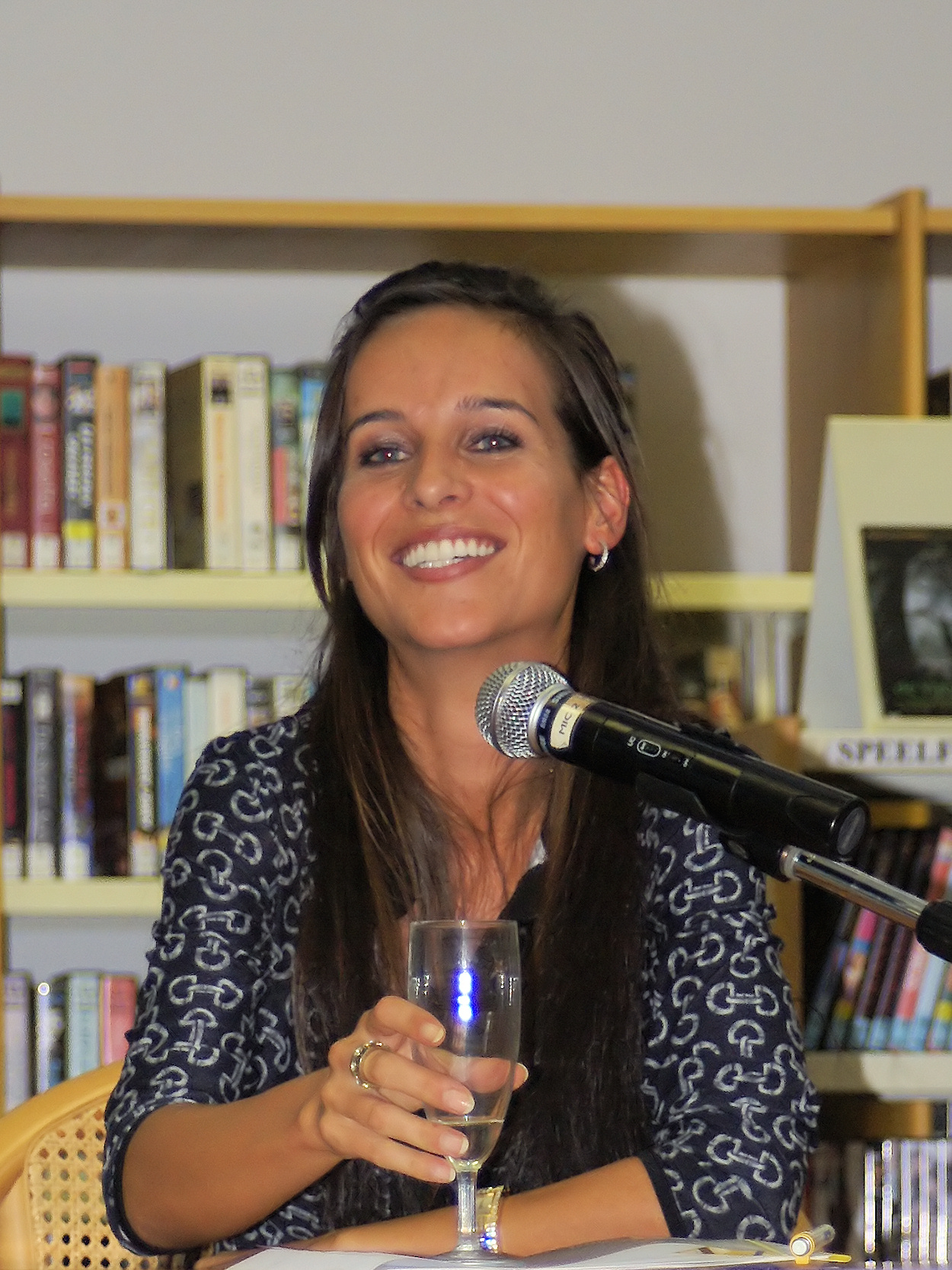
Ann Van Elsen,
geboren in 1979

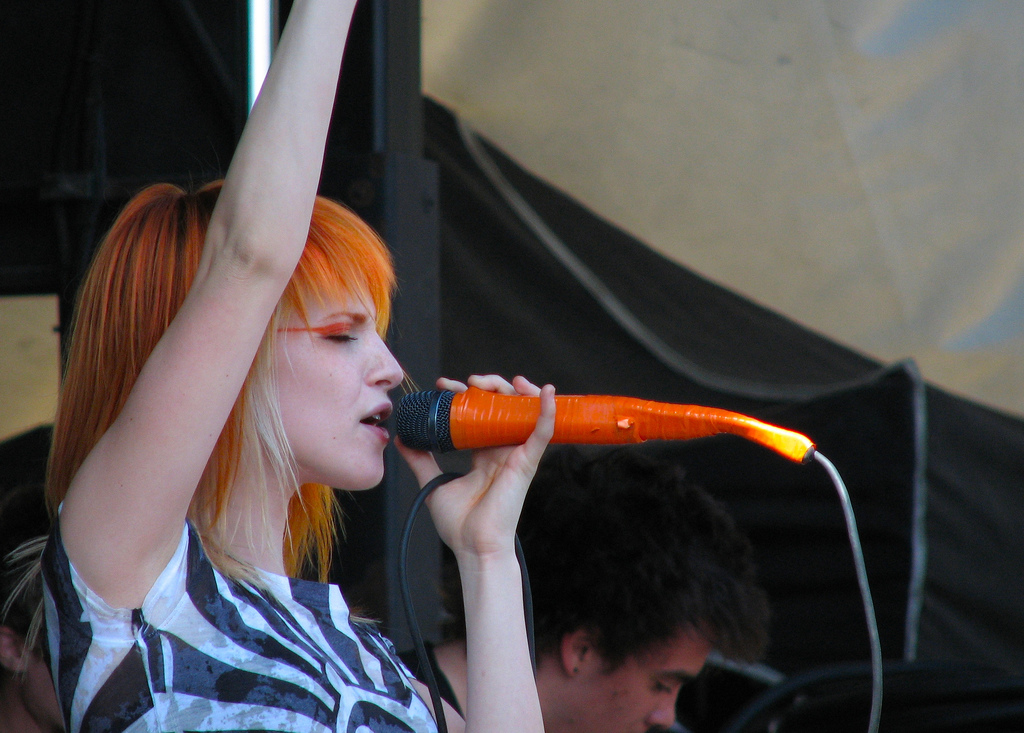
Hayley Williams,
geboren in 1988

- 1459 - Jan I Albrecht van Polen, koning van Polen (overleden 1501)
- 1555 - Johann Arndt, Duits theoloog (overleden 1621)
- 1571 - Johannes Kepler, Duits astronoom (overleden 1630)
- 1654 - Jakob Bernoulli, Zwitsers wiskundige en natuurkundige (overleden 1705)
- 1761 - Michael Andreas Barclay de Tolly, Russisch generaal (overleden 1818)
- 1773 - George Cayley, Brits luchtvaartpionier (overleden 1857)
- 1804 - Edmond de Vinck de Wesel, Belgisch politicus (overleden 1877)
- 1822 - Louis Pasteur, Frans bioloog en scheikundige (overleden 1895)
- 1827 - Gustavo Rossari, Italiaans componist (overleden 1881)
- 1890 - Jean Rossius, Belgisch wielrenner (overleden 1966)
- 1890 - Maurice Schoemaker, Belgisch componist (overleden 1964)
- 1894 - Paul Costello, Amerikaans roeier (overleden 1986)
- 1896 - Maurice De Waele, Belgisch wielrenner (overleden 1952)
- 1901 - Marlene Dietrich, Duits-Amerikaans actrice en zangeres (overleden 1992)
- 1901 - Rudi Hornecker, Duits cineast (overleden 1961)
- 1906 - Teun Struycken, Nederlands politicus (overleden 1977)
- 1907 - Sebastian Haffner, Duits journalist en historicus (overleden 1999)
- 1908 - Louis de Bourbon, Nederlands dichter en prozaschrijver (overleden 1975)
- 1913 - Richard Lonsdale, Brits militair (overleden 1988)
- 1914 - Henricus Joannes Witkam, Nederlands repetitor (overleden 1982)
- 1915 - Earl Pomeroy, Amerikaans historicus (overleden 2005)
- 1920 - Marcel Van Vyve, Belgisch voetballer (overleden 2002)
- 1922 - Johnny Kay, Amerikaans autocoureur (overleden 2008)
- 1922 - Oscar Verpoest, Belgisch dammer (overleden 2007)
- 1923 - Hans van Straten, Nederlands journalist, dichter en schrijver (overleden 2004)
- 1923 - Elisabeth Versluys, Nederlands actrice (overleden 2011)
- 1925 - Michel Piccoli, Frans acteur en filmregisseur (overleden 2020)
- 1927 - Anne Armstrong, Amerikaans diplomaat en politicus (overleden 2008)
- 1930 - Jacqueline Fontyn, Belgisch componiste, pianiste en muziekpedagoog
- 1930 - Lamara Tsjkonia, Georgisch operazangeres (overleden 2024)
- 1931 - Tommy Lapid, Israëlisch journalist, columnist, publicist, televisiepresentator, (sport)bestuurder en politicus (overleden 2008)
- 1931 - Scotty Moore, Amerikaans gitarist (overleden 2016)
- 1931 - John Charles, Welsh voetbalspeler en trainer (overleden 2004)
- 1934 - Aidan Chambers, Brits schrijver (overleden 2025)
- 1934 - Larissa Latynina, Oekraïens gymnaste
- 1936 - José Pérez Francés,Spaans wielrenner (overleden 2021)
- 1936 - Abderrahim Tounsi, Marokkaans komiek (overleden 2022)
- 1936 - Miguel Trovoada, minister-president van Sao Tomé en Principe
- 1937 - Jean Nicolay, Belgisch doelman en winnaar van de Gouden Schoen (overleden 2014)
- 1938 - Rolf Wolfshohl, Duits wielrenner en veldrijder (overleden 2024)
- 1939 - John Amos, Amerikaans film- en televisieacteur en Americanfootballspeler (overleden 2024)
- 1941 - Mike Pinder, Brits toetsenist en zanger (overleden 2024)
- 1942 - Rudy Bennett, Nederlands zanger
- 1942 - Charmian Carr, Amerikaans actrice (overleden 2016)
- 1942 - Julià de Jòdar i Muñoz, Spaans dramaturg en schrijver
- 1942 - Thomas Menino, Amerikaans burgemeester (overleden 2014)
- 1943 - Cokie Roberts, Amerikaans journaliste (overleden 2019)
- 1943 - Peter Sinfield, Brits dichter, schrijver en performer (overleden 2024)
- 1944 - Mick Jones, Brits gitarist
- 1944 - Paul Natte, Nederlands musicus, arrangeur, producent en componist
- 1946 - Joe Kinnear, Iers voetballer en voetbaltrainer (overleden 2024)
- 1947 - Kjeld Kirk Kristiansen, Deens bestuursvoorzitter (LEGO)
- 1947 - Willy Polleunis, Belgisch atleet
- 1948 - Klaas Balk, Nederlands wielrenner
- 1948 - Martin Birch, Brits geluidstechnicus en muziekproducent (overleden 2020)
- 1948 - Gérard Depardieu, Frans acteur
- 1949 - Klaus Fischer, Duits voetballer
- 1950 - Roberto Bettega, Italiaans voetballer
- 1950 - Jack van Gelder, Nederlands radio- en televisiepresentator
- 1950 - Doug Stone, Amerikaans stemacteur
- 1951 - Hans Aarsman, Nederlands fotograaf en schrijver
- 1951 - Ernesto Zedillo, Mexicaans president
- 1952 - Tovah Feldshuh, Amerikaans actrice
- 1952 - David Knopfler, Brits muzikant
- 1956 - Erik Brey, Nederlands cabaretier (Purper)
- 1956 - Mathias Danneels, Belgisch journalist
- 1956 - Ben-Erik van Wyk, Zuid-Afrikaans botanicus
- 1957 - Marleen Van den Bussche, Belgisch politica
- 1957 - Conrad Robertson, Nieuw-Zeelands roeier
- 1958 - Lieve Cools, Belgisch actrice (overleden 1999)
- 1958 - Carl De Keyzer, Belgisch fotograaf
- 1960 - Maryam d'Abo, Brits actrice
- 1960 - Martin Glover, Brits muzikant
- 1960 - Hocine Soltani, Algerijns bokser (overleden 2002)
- 1960 - Traci Wolfe, Amerikaans actrice en model
- 1961 - Jan Bardi (Jan Beddegenoots), Belgisch mentalist en goochelaar
- 1961 - Tomi Poikolainen, Fins boogschutter
- 1961 - Guido Westerwelle, Duits politicus (overleden 2016)
- 1962 - Michael Klostermann, Duits dirigent
- 1963 - Dionisio Buñuel Gutiérrez, Spaans componist, muziekpedagoog en dirigent
- 1963 - Gaspar Noé, Frans filmregisseur
- 1964 - Marcel de Groot, Nederlands zanger
- 1964 - Theresa Randle, Amerikaans actrice
- 1965 - Salman Khan, Indiaas filmacteur, producer, televisiepresentator en filantroop
- 1966 - Chris Abani, Nigeriaans schrijver en dichter
- 1966 - William Scott "Bill" Goldberg, Amerikaans acteur
- 1966 - Eva LaRue, Amerikaans actrice
- 1968 - Olivier Adams, Belgisch muzikant en producer
- 1969 - John Williams, Nederlands acteur en televisiepresentator
- 1971 - Alex Wielders, Nederlands zanger
- 1971 - Oscar Pozzi, Italiaans wielrenner
- 1971 - Sabine Spitz, Duits mountainbikester
- 1971 - Falko Zandstra, Nederlands schaatser
- 1972 - Guido Trenti, Amerikaans wielrenner
- 1973 - Bert Appermont, Belgisch componist en dirigent
- 1973 - Liu Dong, Chinees atlete
- 1973 - Luka Grubor, Kroatisch-Brits roeier
- 1973 - Alexi Murdoch, Brits singer-songwriter
- 1973 - Kristoffer Zegers, Nederlands componist
- 1974 - Tomáš Janků, Tsjecho-Slowaaks/Tsjechisch atleet
- 1974 - Masi Oka, Japans-Amerikaans acteur
- 1974 - Greta Zocca, Italiaans wielrenster
- 1975 - Heather O'Rourke, Amerikaans actrice en kindster (overleden 1988)
- 1975 - Patrick Paauwe, Nederlands voetballer
- 1976 - Peter Haesaerts, Belgisch atleet
- 1976 - Aaron Stanford, Amerikaans acteur
- 1977 - Florence Ekpo-Umoh, Duits atlete
- 1977 - Inge Vervotte, Belgisch politicus
- 1978 - Antje Buschschulte, Duits zwemster
- 1978 - Lisa Jakub, Canadees actrice
- 1978 - An Jaspers, Belgisch model en presentatrice
- 1978 - Svetlana Kljoeka, Russisch atlete
- 1978 - Aleksej Koelbakov, Wit-Russisch voetbalscheidsrechter
- 1979 - Simone Collio, Italiaans atleet
- 1979 - Roy Curvers, Nederlands wielrenner
- 1979 - Ann Van Elsen, Belgisch fotomodel
- 1980 - Elizabeth Rodriguez, Amerikaans actrice
- 1981 - Moise Joseph, Haïtiaans atleet
- 1981 - Emilie de Ravin, Australisch actrice
- 1983 - Tomo Morimoto, Japans atlete
- 1983 - Jesse Williams, Amerikaans atleet
- 1984 - Draško Brguljan, Montenegrijns waterpoloër
- 1984 - Shaun Higgerson, Australisch wielrenner
- 1985 - Logan Bailly, Belgisch voetballer
- 1985 - Jérôme d'Ambrosio, Belgisch autocoureur
- 1985 - Daiki Ito, Japans schansspringer
- 1985 - Verona van de Leur, Nederlands turnster
- 1985 - Laura Ramaekers, Belgisch zangeres
- 1986 - Sandra Auffarth, Duits amazone
- 1986 - Torah Bright, Australisch snowboardster
- 1986 - Felice Dekens, Belgisch televisie- en radiopresentatrice en voice-over
- 1986 - Shelly-Ann Fraser-Pryce, Jamaicaans atlete
- 1987 - Kalibwoy, Nederlands zanger en rapper
- 1988 - Tim Grohmann, Duits roeier
- 1988 - Hayley Williams, Amerikaans zangeres (Paramore)
- 1989 - Kevin Esteve Rigail, Andorrees alpineskiër
- 1990 - Milos Raonic, Canadees tennisspeler
- 1993 - Naser Aliji, Albanees voetballer
- 1993 - Olivia Cooke, Brits televisie- en filmactrice
- 1995 - Timothée Chalamet, Frans-Amerikaans acteur
- 1996 - Timon Haugan, Noors alpineskiër
- 1996 - Jae Head, Amerikaans acteur
- 1997 - Si Mohamed Ketbi, Belgisch taekwondoka
- 1998 - Luka Garza, Amerikaans-Bosnisch basketballer
- 2000 - Noé Roth, Zwitsers freestyleskiër
- 2001 - Lukas Märtens, Duits zwemmer
- 2001 - Martin Voltr, Tsjechisch wielrenner
- 2005 - Kristina Pimenova, Russisch kindermodel

## Overleden

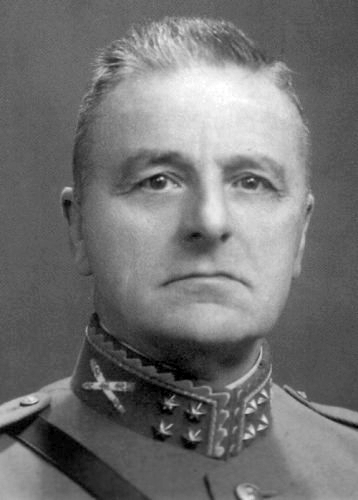
Henri Winkelman,
overleden in 1952

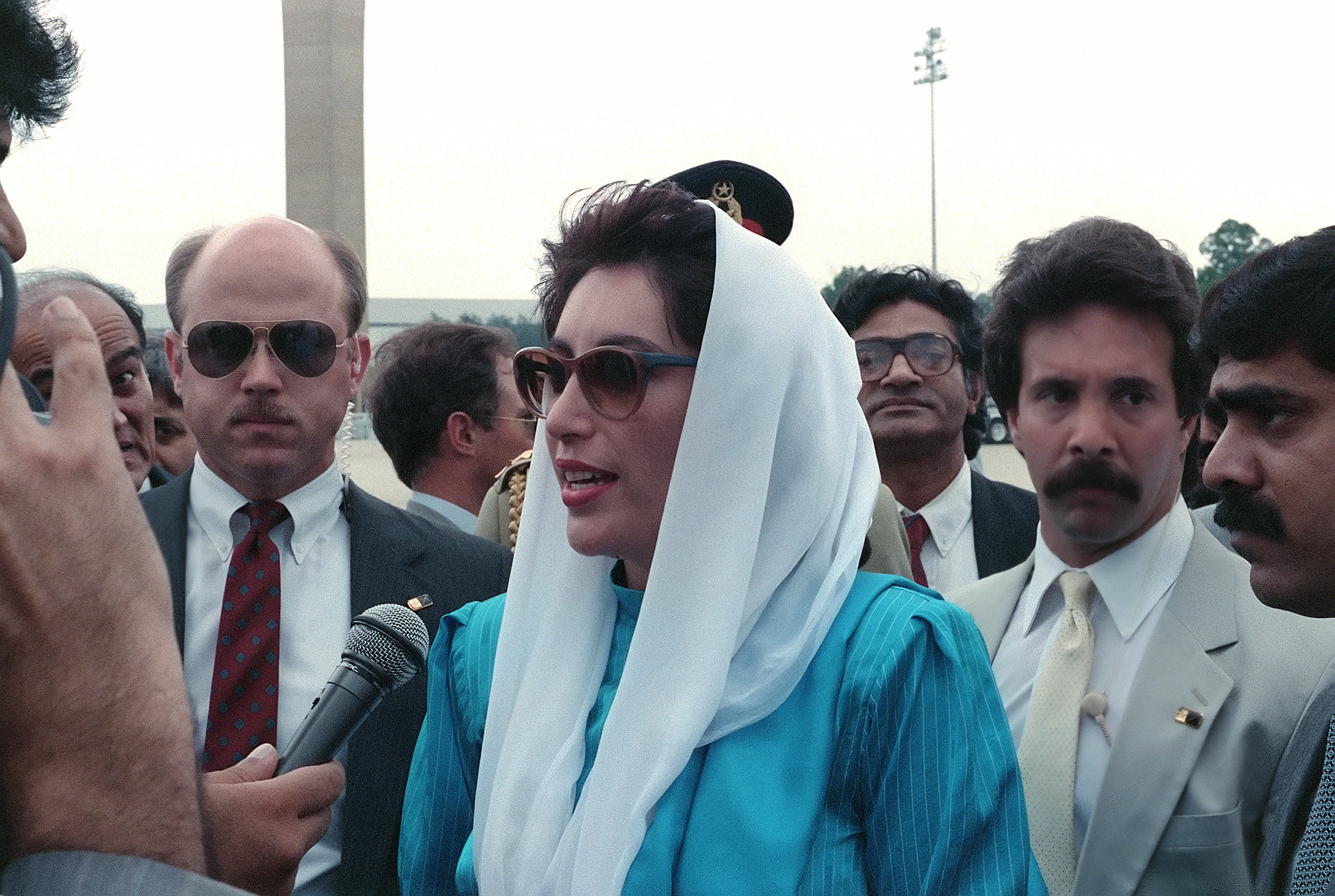
Benazir Bhutto,
overleden in 2007

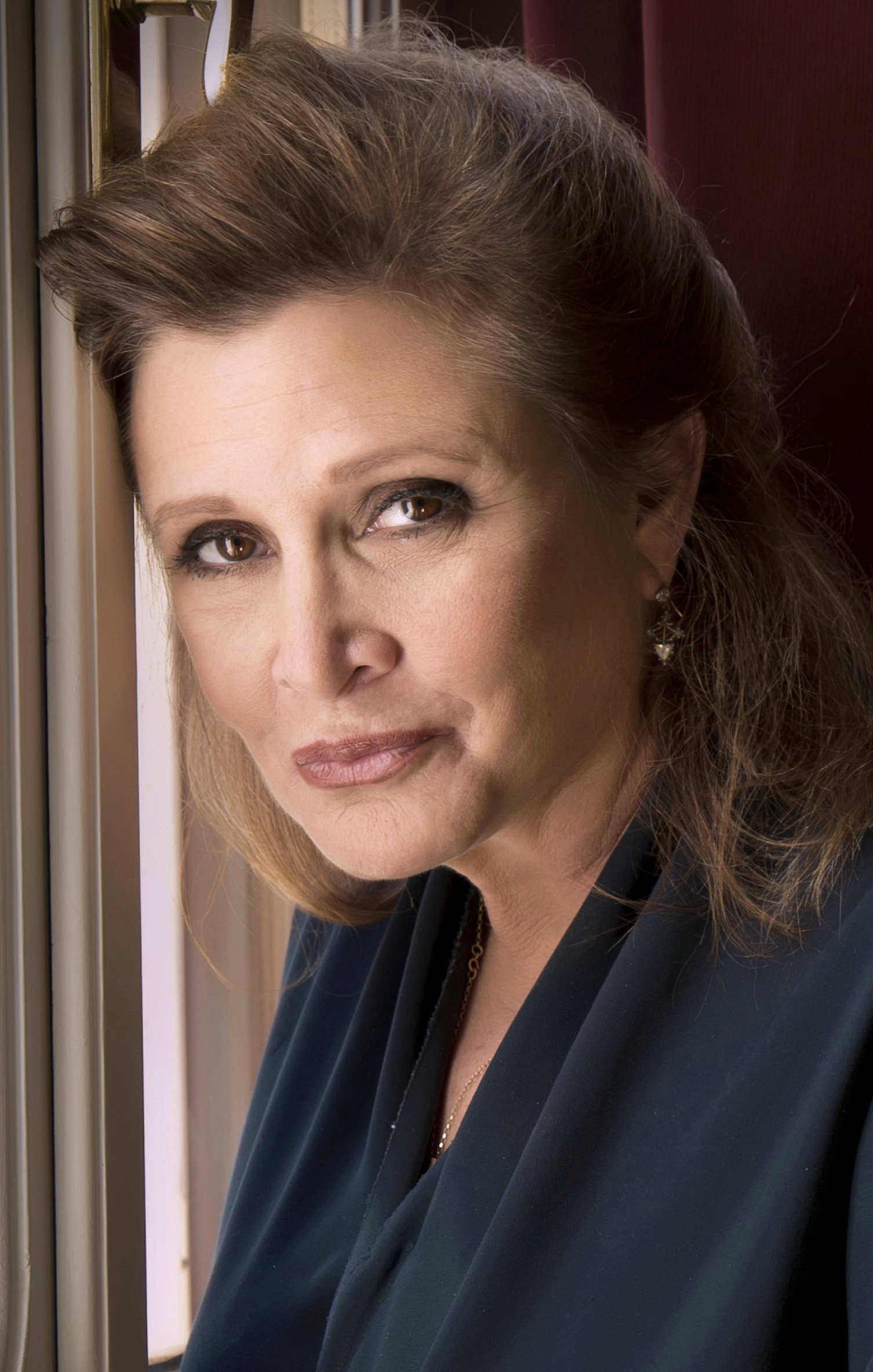
Carrie Fisher,
overleden in 2016

- 1707 - Maria Magdalena van Limburg-Stirum (75), Duits-Nederlands gravin
- 1805 - Belle van Zuylen (65), Nederlands schrijfster en componiste
- 1848 - Adolph Warner van Pallandt van Beerse (68), Nederlands politicus
- 1890 - Aeilko Zijlker (50), Nederlands ondernemer
- 1894 - Christina Rossetti (64), Engels schrijfster
- 1918 - Carl Schlechter (44), Oostenrijks schaker
- 1919 - Theo de Meester (68), Nederlands topambtenaar, bestuurder en politicus
- 1923 - Gustave Eiffel (91), Frans ontwerper van de Eiffeltoren
- 1936 - Hans von Seeckt (70), Duits generaal
- 1940 - Louis Hayet (76), Frans kunstschilder
- 1942 - Jan Ankerman (36), Nederlands hockeyer
- 1944 - Helena Kuipers-Rietberg (51), Nederlands verzetsstrijdster
- 1952 - Henri Winkelman (76), Nederlands opperbevelhebber ten tijde van de Duitse invasie in 1940
- 1957 - Louis Hasselmans (79), Frans cellist en dirigent
- 1959 - Alfonso Reyes (70), Mexicaans schrijver
- 1963 - Karel Justinus Calewaert (70), Belgisch bisschop van Gent
- 1967 - Percy Hodge (77), Brits atleet
- 1972 - Lester Bowles Pearson (75), Canadees politicus
- 1974 - Pavel Bermondt-Avalov (97), Russisch krijgsheer
- 1976 - Anders Ahlgren (88), Zweeds worstelaar
- 1978 - Houari Boumédienne (46), Algerijns staatshoofd
- 1978 - Bob de Lange (62), Nederlands acteur
- 1979 - Bernard Bijvoet (90), Nederlands architect
- 1980 - Peet Petersen (39), Nederlands voetballer
- 1983 - Luís Mesquita de Oliveira (72), Braziliaans voetballer
- 1985 - Harold Whitlock (82), Brits atleet
- 1985 - Jean Rondeau (39), Frans autocoureur
- 1988 - Enéas Camargo (34), Braziliaans voetballer
- 1988 - Walter Crook (76), Engels voetballer en voetbalcoach
- 1993 - André Pilette (75), Belgisch autocoureur
- 1995 - René Adriaenssens (74), Belgisch wielrenner
- 1995 - Henk Bouwman (69), Nederlands hockeyer
- 1997 - Tamara Tysjkevitsj (66), Sovjet-Russisch atlete
- 2006 - Pierre Delanoë (88), Frans tekstschrijver
- 2007 - Carel Beke (94), Nederlands kinderboekenschrijver
- 2007 - Benazir Bhutto (54), Pakistaans politica
- 2007 - Jaan Kross (87), Estisch schrijver en dichter
- 2007 - Wim Meuldijk (85), Nederlands scenarioschrijver en striptekenaar
- 2008 - Robert Graham (70), Amerikaans beeldhouwer
- 2008 - Tuanku Ja'afar (86), Maleisisch koning
- 2011 - Marco Antônio Lemos Tozzi (Catê) (38), Braziliaans voetballer
- 2011 - Michael Dummett (86), Brits filosoof
- 2011 - Helen Frankenthaler (83), Amerikaans kunstenaar
- 2012 - Valentin Borejko (79), Sovjet roeier
- 2012 - Harry Carey jr. (91), Amerikaans acteur
- 2012 - Norman Schwarzkopf jr. (78), Amerikaans generaal
- 2014 - Al Belletto (86), Amerikaans jazzsaxofonist en -klarinettist
- 2014 - Koen Calliauw (72), Belgisch rebel, journalist en politicus
- 2014 - Kees Luesink (61), Nederlands burgemeester
- 2014 - Karel Poma (94), Belgisch politicus
- 2014 - Tomaž Šalamun (73), Sloveens dichter
- 2014 - Jacques Vandenhaute (83), Belgisch politicus
- 2015 - Stein Eriksen (88), Noors skikampioen
- 2015 - Ellsworth Kelly (92), Amerikaans schilder
- 2016 - Gilles Borrie (91), Nederlands burgemeester en historicus
- 2016 - Carrie Fisher (60), Amerikaans actrice
- 2016 - Claude Gensac (89), Frans actrice
- 2016 - Mathias Hinterscheid (85), Luxemburgs vakbondsbestuurder
- 2016 - Barbara Tarbuck (74), Amerikaans actrice
- 2016 - Hans Tietmeyer (85), Duits econoom en bankier
- 2017 - Tine van Waning (104), Nederlands kunstenares
- 2018 - Robert Kerman (71), Amerikaans acteur
- 2018 - Richard Arvin Overton (112), Amerikaans oorlogsveteraan en supereeuweling
- 2018 - Børge Ring (97), Deens filmmaker
- 2019 - Art Sullivan (69), Belgisch zanger
- 2020 - Arthur Berckmans (Berck) (91), Belgisch striptekenaar
- 2021 - Andrew Vachss (79), Amerikaans schrijver en advocaat
- 2022 - Andrzej Iwan (63), Pools voetballer
- 2022 - Ton Scheer (88), Nederlands theoloog en priester
- 2022 - Harry Sheppard (94), Amerikaans jazzmuzikant
- 2023 - Alfred Blondel (97), Belgisch beeldhouwer
- 2023 - Jacques Delors (98), Frans politicus
- 2023 - Herb Kohl (88), Amerikaans politicus
- 2024 - Wilhelm Hellweg (85), Nederlands musicus, producer, klankregisseur en opnameleider
- 2024 - Olivia Hussey (73), Argentijns-Brits actrice
- 2024 - Svetozar Šapurić (64), Servisch voetballer
- 2024 - Lex Scholten (70), Nederlands politicus
- 2024 - Charles Shyer (83), Amerikaans filmregisseur en scenarioschrijver

## Viering/herdenking
- Rooms-Katholieke kalender:

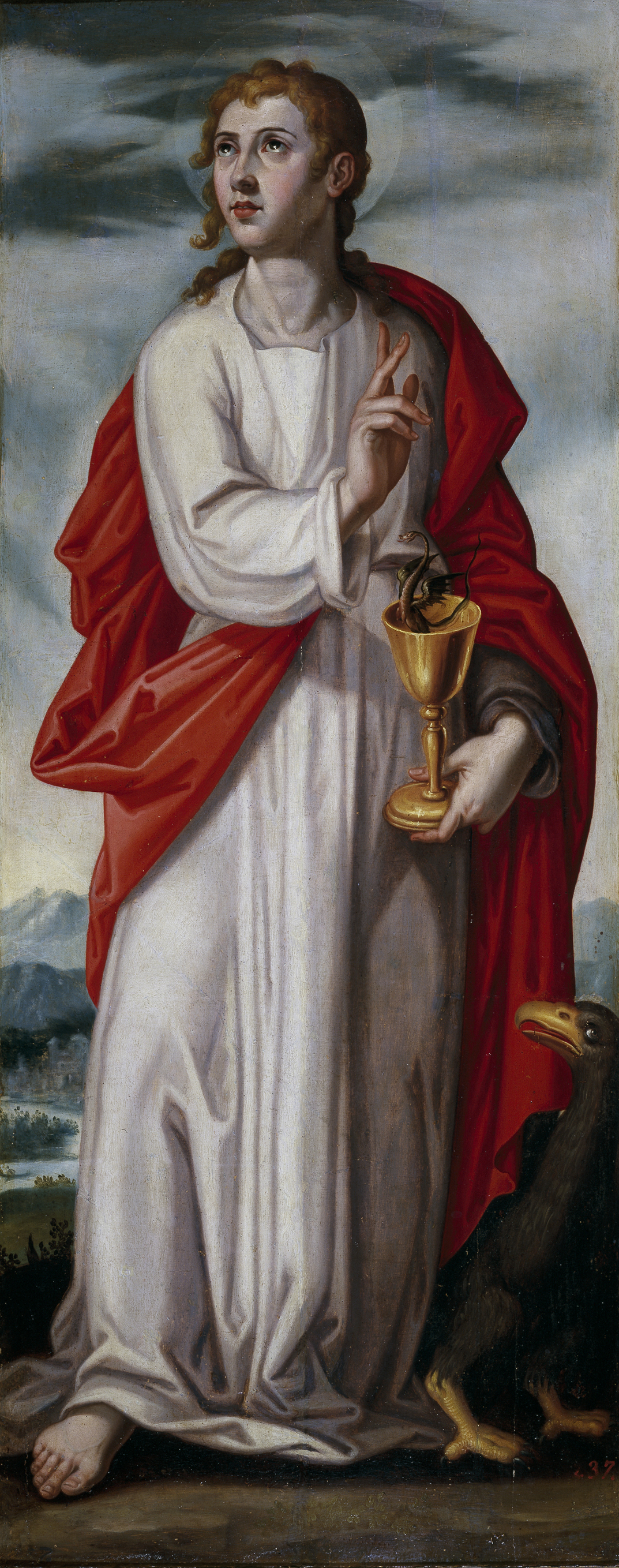
H. Johannes

  - Heilige Johannes, evangelist, Patroon van de theologen, volgens sommigen dezelfde als apostel Johannes († c. 101) - Feest
  - Heilige Fabiola van Rome († 399)
  - Heilige Nicarete (van Constantinopel) († 440?)
  - Zalige Hesso van Beinwil († 1133)
  - Zalige Walto van Wessobrunn († 1156)
  - Zalige Adelheid van Tennenbach († 1273)
  - Zalige Sara Salkahazi († 1944)

## Weerextremen

### Nederland
| | Officiële records | Officiële records | Officiële records |      | Landelijke records | Landelijke records | Landelijke records       |
| Gebeurtenis | Jaar              | Extreem           | Locatie           | Jaar | Extreem            | Locatie            |                          |
| --- | ----------------- | ----------------- | ----------------- | ---- | ------------------ | ------------------ | ------------------------ |
| Laagste etmaalgemiddelde temperatuur (°C) | 1908              | −7,8              | De Bilt           |      | 1923               | −11,6              | Eelde                    |
| Hoogste etmaalgemiddelde temperatuur (°C) | 2015              | 11,8              | De Bilt           |      | 2015               | 12,0               | Valkenburg ZH            |
| Laagste minimumtemperatuur (°C) | 1908              | −10,6             | De Bilt           |      | 1923               | −15,2              | Eelde                    |
| Hoogste minimumtemperatuur (°C) | 2015              | 10,2              | De Bilt           |      | 2002               | 10,8               | Maastricht               |
| Laagste maximumtemperatuur (°C) | 1908              | −4,5              | De Bilt           |      | 1923               | −8,0               | Eelde                    |
| Hoogste maximumtemperatuur (°C) | 2015              | 13,1              | De Bilt           |      | 2015               | 13,9               | Ell                      |
| Hoogste uurgemiddelde windsnelheid (m/s) | 1913              | 16,5              | De Bilt           |      | 1913               | 29,3               | Vlissingen               |
| Hoogste windstoot (m/s) | 1959              | 25,2              | De Bilt           |      | 2020               | 31,0               | IJmond, IJmuiden         |
| Langste zonneschijnduur (uur) | 1980              | 6,9               | De Bilt           |      | 1980               | 7,1                | Schiphol                 |
| Langste neerslagduur (uur) | 1994              | 21,5              | De Bilt           |      | 1994               | 22,8               | Gilze-Rijen              |
| Hoogste etmaalsom van de neerslag (mm) | 1994              | 37,1              | De Bilt           |      | 2014               | 41,9               | Gilze-Rijen              |
| Laagste etmaalgemiddelde relatieve vochtigheid (%) | 1996              | 68                | De Bilt           |      | 1908 1996          | 56                 | De Kooy Hoek van Holland |
| Laagste uurwaarde luchtdruk op zeeniveau (hPa) | 2020              | 974,2             | De Bilt           |      | 2020               | 972,8              | Vlieland                 |
| Hoogste uurwaarde luchtdruk op zeeniveau (hPa) | 2016              | 1044,8            | De Bilt           |      | 1992               | 1046,2             | Eelde                    |
| Officiële records worden altijd gemeten op het KNMI-weerstation in De Bilt. Landelijke records kunnen worden gemeten op elk officieel KNMI-weerstation in Nederland. |                   |                   |                   |      |                    |                    |                          |

Uitzonderlijke gebeurtenissen
- 1902 - Officieel hoogste minimumtemperatuur in °C van december dit jaar gemeten in De Bilt: 5,8
- 1931 - Officieel hoogste minimumtemperatuur in °C van december dit jaar gemeten in De Bilt: 7,2. Samen met 4 december
- 1944 - Officieel laagste minimumtemperatuur in °C van het jaar gemeten in De Bilt: −9,9
- 1944 - Officieel laagste minimumtemperatuur in °C van december dit jaar gemeten in De Bilt: −9,9
- 1965 - Officieel laagste minimumtemperatuur in °C van december dit jaar gemeten in De Bilt: −4,1
- 1994 - Officieel maandrecord langste neerslagduur in uren van december gemeten in De Bilt: 21,5
- 2002 - Officieel hoogste minimumtemperatuur in °C van december dit jaar gemeten in De Bilt: 8,2. Samen met 26 december
- 2004 - Officieel laagste minimumtemperatuur in °C van december dit jaar gemeten in De Bilt: −6,5

### België
Dagrecords
- 1879 - Laagste etmaalgemiddelde temperatuur −8 °C
- 2002 - Hoogste etmaalgemiddelde temperatuur 11,3 °C
- 1853 - Laagste minimumtemperatuur −12,2 °C
- 1839 - Hoogste maximumtemperatuur 14,3 °C
- 1947 - Hoogste etmaalsom van de neerslag 27,2 mm

Uitzonderlijke gebeurtenissen
- 1906 - Sneeuw in heel België: in Brasschaat tot 35 cm.
- 1927 - 45 cm sneeuw in Brugge.
- 1947 - 74 mm neerslag in Chiny.
- 1994 - Neerslaghoeveelheid in 24 uur: 102 mm in Virton.
- 2001 - 58 cm sneeuw in Elsenborn (Bütgenbach).

<< · 1 · 2 · 3 · 4 · 5 · 6 · 7 · 8 · 9 · 10 · 11 · 12 · 13 · 14 · 15 · 16 · 17 · 18 · 19 · 20 · 21 · 22 · 23 · 24 · 25 · 26 · 27 · 28 · 29 · 30 · 31 · >>